# Ictiobus cyprinellus
Cá trâu miệng lớn, tên khoa học Ictiobus cyprinellus, là một loài cá trâu. Loài cá này phân bố từ sông Red, Manitoba, Canada và Bắc Dakota, Hoa Kỳ đến sông Ohio và về phía Nam ở hệ thống sông Mississippi đến Texas và Alabama ở nước Mỹ.
Nó là loài lớn nhất trong các loài cá trâu và đạt chiều dài hơn 4 ft (1,2 m) và cân nặng 65 lb (29 kg).